# Edward Odell
Edward "Ted" Wilfred Odell, Jr. (Pleasantville, estado de Nova Iorque, 15 de março de 1947 – Houston, 9 de janeiro de 2013) foi um matemático estadunidense, especialista em teoria de espaços de Banach.
Odell obteve o bacharelado em 1969 na Universidade de Binghamton e um Ph.D. em 1975 no Instituto de Tecnologia de Massachusetts, orientado por William Buhmann Johnson, com a tese Some Results on L(sub p) Spaces. De 1975 a 1977 foi instrutor na Universidade Yale. Foi em 1977 professor assistente, em 1981 professor associado e em 1990 full professor na Universidade do Texas em Austin. Foi autor ou co-autor de 84 artigos.
Foi palestrante convidado do Congresso Internacional de Matemáticos em Zurique (1994). Em 2012 foi eleito fellow da American Mathematical Society.

## Publicações selecionadas
- com W. B. Johnson: "Subspaces and quotients of lp⊕l2 and Xp." Acta Mathematica 147, no. 1 (1981): 117–147. doi:10.1007/BF02392872
- com Richard Haydon and Mireille Levy: On sequences without weak* convergent convex block subsequences. Proc. Amer. Math. Soc. 100 (1987), 94–98 doi:10.1090/S0002-9939-1987-0883407-1
- com Thomas Schlumprecht: "The distortion problem." Acta Mathematica 173, no. 2 (1994): 259–281. doi:10.1007/BF02398436
- com Th. Schlumprecht: Asymptotic properties of Banach spaces under renormings. J. Amer. Math. Soc. 11 (1998), 175–188 doi:10.1090/S0894-0347-98-00251-3
- com Th. Schlumprecht: Trees and branches in Banach spaces. Trans. Amer. Math. Soc. 354 (2002), 4085–4108 doi:10.1090/S0002-9947-02-02984-7
- with Hans-Olav Tylli: Weakly compact approximation in Banach spaces. Trans. Amer. Math. Soc. 357 (2005), 1125–1159 doi:10.1090/S0002-9947-04-03684-0
- com B. Sari, Th. Schlumprecht, and B. Zheng: Systems formed by translates of one element in Lp(ℝ). Trans. Amer. Math. Soc. 363 (2011), 6505–6529 doi:10.1090/S0002-9947-2011-05305-5